# Pudella
Pudella is een geslacht van zoogdieren uit de  familie van de Cervidae (Herten). De wetenschappelijke naam van het geslacht werd in 1913 gepubliceerd door Oldfield Thomas.

## Soorten
Er worden 2 soorten in dit geslacht geplaatst:
- Pudella carlae Barrio, Gutiérrez & D'Elía, 2024
- Pudella mephistophila (De Winton, 1896) (Noordelijke poedoe)